# Chapelle Saint-Antoine-de-Padoue
La chapelle Saint-Antoine-de-Padoue, aussi appelée Ermitage Saint-Antoine à Lac-Bouchette, est un établissement patrimonial religieux dans la municipalité du Lac-Bouchette construit en 1907.

## Voir plus